# Edmund Murton Walker

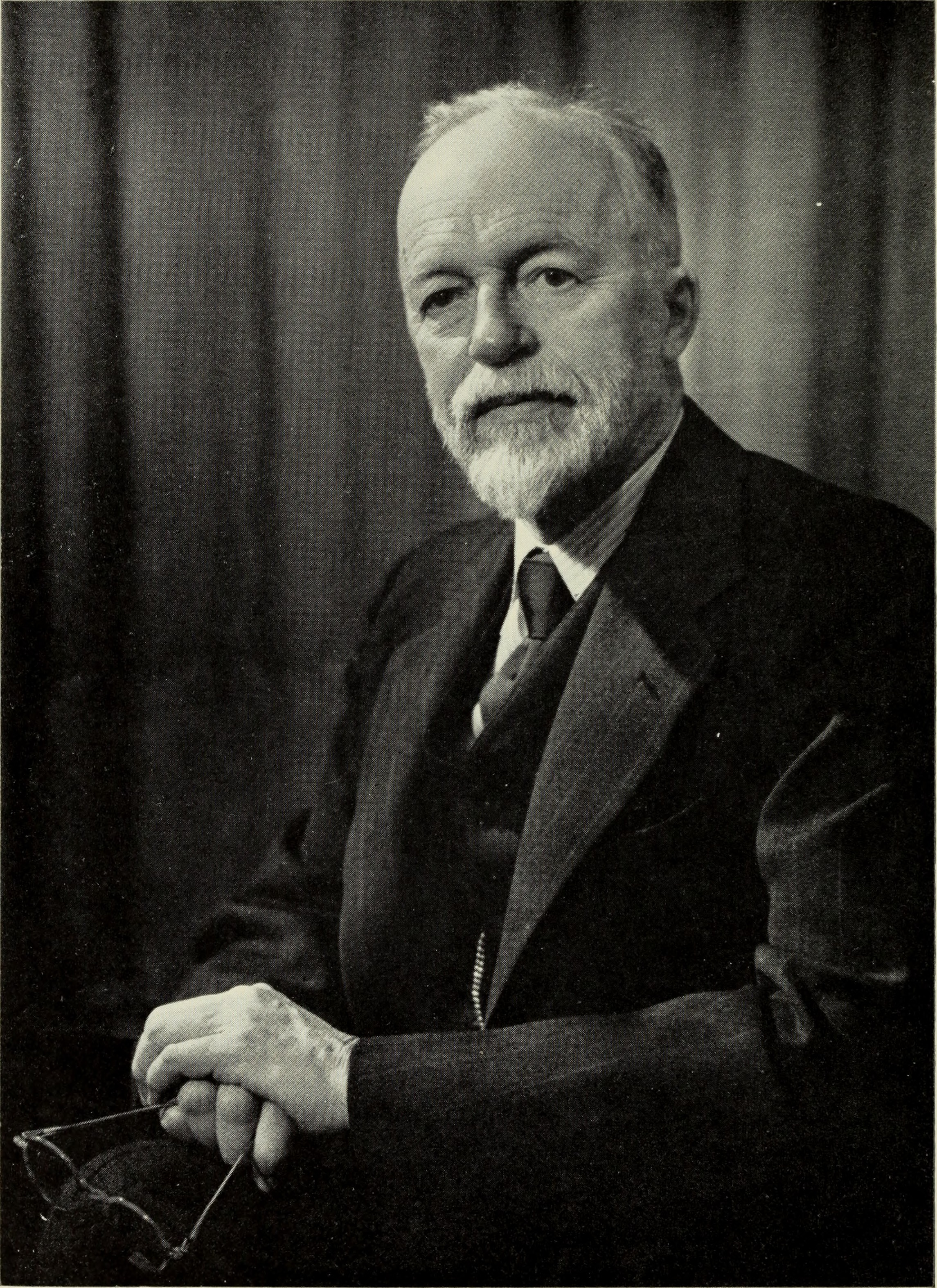
Edmund Murton Walker

Edmund Murton Walker (* 5. Oktober 1877 in Windsor; † 14. Februar 1969 in Toronto) war ein kanadischer Entomologe.

## Leben
Walker wurde als erster Sohn des Präsidenten der Canadian Bank of Commerce, Byron Edmund Walker in Windsor geboren. Nach dem Studium in Toronto und Berlin arbeitete er ab 1904 am Department of Biology der University of Toronto. 1934 wurde er dort Leiter der Zoologieabteilung. Zudem hatte er von 1906 bis zu seinem Ruhestand im Jahr 1948 eine Professur für Entomologie inne und war von 1918 bis zu seinem Tod in mehreren Funktionen Mitglied der Leitung des Royal Ontario Museum. Im Museum gründete er die Invertebratensammlung. 1943 heiratete er Norma Ford, eine ehemalige Studentin. Walker starb 1969 in Toronto.

## Ehrungen
Ihm wurde 1960 die Flavelle Medal der Royal Society of Canada verliehen. Außerdem erhielt er einen Abschluss ehrenhalber der Carleton University. Zu seinem Gedenken benannte die University of Toronto ein Stipendienprogramm nach ihm.

## Werke
Zu seinen wichtigsten Werken zählt das dreibändige Odonata of Canada and Alaska. Weiterhin wirkte er von 1910 bis 1920 bei der Zeitschrift The Canadian Entomologist mit.